# 월등초등학교
월등초등학교는 대한민국 전라남도 순천시 월등면 대평리에 있는 공립 초등학교이다.

## 학교 연혁
- 1930년 11월 11일 월등공립보통학교 개교
- 1938년 4월 1일 월등공립심상소학교로 개칭
- 1941년 4월 1일 월등공립국민학교로 개칭
- 1950년 5월 1일 월등국민학교로 개칭
- 1996년 3월 1일 월등초등학교로 개칭
- 2021년 9월 1일 제31대 송태윤 교장 부임
- 2022년 1월 5일 제89회 졸업 (총 5,766명 배출)

## 학교 상징
- 교화 - 철쭉 : 화합, 사랑의 즐거움
- 교목 - 소나무 : 기상, 절개
- 교색 - 하늘색 : 평온, 평화

## 참고 자료
- 월등초등학교 - 한국교육학술정보원 학교알리미